# Cronologia delle incoronazioni reali e imperiali nel Sacro Romano Impero
Quella che segue è la cronologia delle incoronazioni reali e imperiali celebrate nel Sacro Romano Impero e nei regni di Germania (Francia Orientalis) e Italia.

## Considerazioni storiche generali
Il rituale dell'incoronazione e dell'unzione del sovrano venne introdotto nel Regno dei Franchi Orientali e in quello italico durante l'età carolingia, tra l'VIII e il IX secolo. Tuttavia, con l'estinzione della discendenza maschile di Carlo Magno e l'ascesa al trono di monarchi appartenenti a dinastie differenti, l'incoronazione, intesa come cerimonia inaugurale volta a legittimare l'autorità regia, passò in secondo piano rispetto all'elezione da parte del clero e della nobiltà. Il rituale italiano fu poi reso superfluo dall'unificazione dei due regni all'interno della compagine imperiale creata da Ottone I di Sassonia, tanto che fra il 1004 e il 1311 venne praticato sporadicamente e senza il ricorso all'unzione. L'incoronazione in Germania come re dei Franchi o re dei Romani, che solitamente si teneva alcuni giorni o settimane dopo l'elezione reale, era infatti ritenuta giuridicamente sufficiente a garantire la sovranità anche sul Regno italico, senza bisogno di un'ulteriore conferma come re d'Italia (lo stesso discorso valeva per il Regno di Arles, un altro dominio incorporato nell'Impero). L'incoronazione imperiale a Roma, per mano del Papa o di un alto prelato da lui appositamente delegato (di rango cardinalizio), rimase invece per quasi tutto il Medioevo il requisito indispensabile affinché il sovrano potesse fregiarsi del titolo di imperatore dei Romani.
Durante il XIII secolo venne elaborato un insieme di regole (ordo) per le incoronazioni imperiali che prevedeva lo svolgimento di tre cerimonie separate: la prima per il Regno di Germania, la seconda (durante la quale veniva utilizzata la celebre corona ferrea del Duomo di Monza) per il Regno d'Italia e la terza, e più importante, per l'Impero. Il primo imperatore a sottoporsi alla triplice incoronazione fu Enrico VII di Lussemburgo, che cinse il diadema tedesco nel 1309, quello italiano nel 1311 e quello imperiale nel 1312. I suoi successori ne seguirono l'esempio, sino a quando Massimiliano I d'Asburgo, nel 1493, non scelse di proclamarsi imperatore eletto dei Romani, benché non avesse ancora ricevuto dal pontefice le insegne imperiali. La pratica della triplice incoronazione fu quindi abbandonata (con la sola eccezione di Carlo V d'Asburgo) e, fino allo scioglimento dell'Impero, si continuò a celebrare soltanto quella in Germania.
Lungo il corso del Medioevo, oltre alle incoronazioni di re e imperatori, si celebrarono anche molte incoronazioni di regine e imperatrici consorti, sebbene il rituale a loro dedicato avesse un significato giuridico differente da quello previsto per i mariti. La coppia reale poteva essere incoronata durante lo svolgimento della medesima cerimonia oppure in occasioni separate: sotto la dinastia salica prevalsero le incoronazioni celebrate poco tempo prima del matrimonio, mentre in seguito fu più frequente il ricorso a cerimonie congiunte, specialmente nel caso del rituale imperiale. In età moderna si fecero più rare e solo una minoranza di imperatrici venne incoronata.
La sede tradizionale delle incoronazioni tedesche era la città di Aquisgrana, residenza prediletta di Carlo Magno, anche se dalla metà del XVI secolo le fu preferita Francoforte sul Meno, già teatro delle elezioni imperiali. Il coronator ufficiale era di norma il titolare della diocesi di competenza: l'arcivescovo di Colonia per Aquisgrana e l'arcivescovo di Magonza per Francoforte. Motivi contingenti spinsero talvolta a scegliere altri luoghi, ovvero Forchheim, Magonza, Paderborn, Colonia, Würzburg, Goslar, Worms, Norimberga, Bonn, Basilea, Ratisbona e Augusta. Le incoronazioni italiche si tennero inizialmente a Roma, poi a Ravenna e soprattutto a Pavia, l'antica capitale longobarda. Durante il Basso Medioevo il privilegio di ospitare la cerimonia fu conteso tra Pavia, Monza e Milano, che di fatto prevalse. La sede tradizionale delle incoronazioni imperiali era infine la città di Roma. Nel IX secolo due cerimonie si tennero però ad Aquisgrana, una a Reims e un'altra a Ravenna; l'ultima cerimonia fu celebrata a Bologna.

## Incoronazioni reali tedesche

### X–XV secolo
Quella di Ludovico il Fanciullo è la prima incoronazione del Regno dei Franchi Orientali ad essere stata tramandata dalle fonti.
| Persona incoronata            | Persona incoronata           | Persona incoronata                                                                                    | Data                                            | Luogo                                           | Celebrante                                                                   | Immagine |
| Ritratto                      | Nome                         | Status                                                                                                | Data                                            | Luogo                                           | Celebrante                                                                   | Immagine |
| ----------------------------- | ---------------------------- | --- | ----------------------------------------------- | ----------------------------------------------- | ---------------------------------------------------------------------------- | -------- |
|                               | Ludovico il Fanciullo        | Re | 4 febbraio 900                                  | Forchheim                                       | Attone I, Arcivescovo di Magonza (?)                                         |          |
|                               | Ottone I                     | Re | 7 agosto 936                                    | Cattedrale imperiale di Santa Maria, Aquisgrana | Ildeberto, Arcivescovo di Magonza; Wicfrido, Arcivescovo di Colonia          |          |
|                               | Ottone II                    | Re associato al trono (sovrano regnante dal 7 maggio 973)                                             | 26 maggio 961                                   | Cattedrale imperiale di Santa Maria, Aquisgrana | Bruno, Arcivescovo di Colonia                                                |          |
|                               | Ottone III                   | Re | 25 dicembre 983                                 | Cattedrale imperiale di Santa Maria, Aquisgrana | Villigiso, Arcivescovo di Magonza; Giovanni Vincenzo, Arcivescovo di Ravenna |          |
|                               | Enrico II                    | Re | 7 giugno 1002                                   | Cattedrale di San Giovanni, Magonza             | Villigiso, Arcivescovo di Magonza                                            |          |
|                               | Cunegonda                    | Regina consorte                                                                                       | 10 agosto 1002                                  | Paderborn                                       | Villigiso, Arcivescovo di Magonza                                            |          |
|                               | Corrado II il Salico         | Re (eletto il 4 settembre 1024)                                                                       | 8 settembre 1024                                | Cattedrale dei Santi Martino e Stefano, Magonza | Aribo, Arcivescovo di Magonza                                                |          |
|                               | Gisella di Svevia            | Regina consorte                                                                                       | 21 settembre 1024                               | Colonia                                         | Pellegrino, Arcivescovo di Colonia                                           |          |
|                               | Enrico III il Nero           | Re associato al trono (sovrano regnante dal 4 giugno 1039)                                            | 14 aprile 1028                                  | Cattedrale imperiale di Santa Maria, Aquisgrana | Pellegrino, Arcivescovo di Colonia                                           |          |
|                               | Gunilde di Danimarca         | Regina consorte                                                                                       | 29 giugno 1036                                  |                                                 | Pellegrino, Arcivescovo di Colonia                                           |          |
|                               | Agnese di Poitou             | Regina consorte                                                                                       | 1043                                            | Magonza                                         | Bardo, Arcivescovo di Magonza (?)                                            |          |
|                               | Enrico IV                    | Re associato al trono (sovrano regnante dal 5 ottobre 1056)                                           | 17 luglio 1054                                  | Cattedrale imperiale di Santa Maria, Aquisgrana | Ermanno II, Arcivescovo di Colonia                                           |          |
|                               | Berta di Savoia              | Regina consorte                                                                                       | 29 giugno 1066                                  | Würzburg                                        |                                                                              |          |
|                               | Rodolfo                      | (Anti-)Re (eletto il 15 marzo 1077)                                                                   | 26 marzo 1077                                   | Cattedrale dei Santi Martino e Stefano, Magonza | Sigfrido I, Arcivescovo di Magonza                                           |          |
|                               | Ermanno                      | (Anti-)Re (eletto il 6 agosto 1081)                                                                   | 26 dicembre 1081                                | Goslar                                          | Sigfrido I, Arcivescovo di Magonza                                           |          |
|                               | Corrado (III)                | Re associato al trono                                                                                 | 30 maggio 1087                                  | Cattedrale imperiale di Santa Maria, Aquisgrana | Sigevino, Arcivescovo di Colonia                                             |          |
|                               | Adelaide di Kiev             | Regina consorte                                                                                       | giugno o luglio 1089                            | Colonia                                         | Hartwig, Arcivescovo di Magdeburgo                                           |          |
|                               | Enrico V                     | Re associato al trono                                                                                 | 6 gennaio 1099                                  | Cattedrale imperiale di Santa Maria, Aquisgrana | Ermanno III di Hochstaden, Arcivescovo di Colonia                            |          |
| Re (dal 31 dicembre 1105)     | Enrico V                     | 5 o 6 gennaio 1106                                                                                    | Magonza                                         | Rutardo, Arcivescovo di Magonza                 |                                                                              |          |
|                               | Matilde d'Inghilterra        | Regina consorte                                                                                       | 25 luglio 1110                                  | Magonza                                         | Federico I di Schwarzenburg, Arcivescovo di Colonia                          |          |
|                               | Lotario II                   | Re (eletto il 1º o 2 settembre 1125)                                                                  | 13 settembre 1125                               | Cattedrale imperiale di Santa Maria, Aquisgrana | Federico I di Schwarzenburg, Arcivescovo di Colonia                          |          |
|                               | Richenza di Northeim         | Regina consorte                                                                                       | settembre 1125                                  | Colonia                                         | Federico I di Schwarzenburg, Arcivescovo di Colonia                          |          |
|                               | Corrado III                  | Re (eletto il 7 marzo 1138)                                                                           | 13 marzo 1138                                   | Cattedrale imperiale di Santa Maria, Aquisgrana | Cardinale Teodevino                                                          |          |
|                               | Enrico Berengario            | Re associato al trono (eletto il 13 marzo 1147)                                                       | 30 marzo 1147                                   | Cattedrale imperiale di Santa Maria, Aquisgrana |                                                                              |          |
|                               | Federico Barbarossa          | Re (eletto il 4 marzo 1152)                                                                           | 9 marzo 1152                                    | Cattedrale imperiale di Santa Maria, Aquisgrana | Arnaldo di Wied, Arcivescovo di Colonia                                      |          |
|                               | Beatrice di Borgogna         | Regina consorte                                                                                       | 9 giugno 1156                                   | Worms                                           | Hillin, Arcivescovo di Treviri                                               |          |
|                               | Enrico VI                    | Re associato al trono (eletto il giorno di Pentecoste del 1169) (sovrano regnante dal 10 giugno 1190) | 15 agosto 1169                                  | Cattedrale imperiale di Santa Maria, Aquisgrana | Filippo di Heinsberg, Arcivescovo di Colonia                                 |          |
|                               | Ottone IV                    | Re (eletto il 9 giugno 1198)                                                                          | 12 luglio 1198                                  | Cattedrale imperiale di Santa Maria, Aquisgrana | Adolfo di Altena, Arcivescovo di Colonia                                     |          |
|                               | Filippo                      | Re (eletto l'8 marzo 1198)                                                                            | 8 settembre 1198 (incoronazione congiunta)      | Cattedrale dei Santi Martino e Stefano, Magonza | Aimone di Briançon, Arcivescovo di Tarantasia                                |          |
|                               | Irene Angela                 | Regina consorte                                                                                       | 8 settembre 1198 (incoronazione congiunta)      | Cattedrale dei Santi Martino e Stefano, Magonza | Aimone di Briançon, Arcivescovo di Tarantasia                                |          |
|                               | Filippo                      | Re (eletto l'8 marzo 1198)                                                                            | 6 gennaio 1205 (incoronazione congiunta)        | Cattedrale imperiale di Santa Maria, Aquisgrana | Adolfo di Altena, Arcivescovo di Colonia                                     |          |
|                               | Irene Angela                 | Regina consorte                                                                                       | 6 gennaio 1205 (incoronazione congiunta)        | Cattedrale imperiale di Santa Maria, Aquisgrana | Adolfo di Altena, Arcivescovo di Colonia                                     |          |
|                               | Federico II                  | Re (eletto il 5 dicembre 1212)                                                                        | 9 dicembre 1212                                 | Cattedrale dei Santi Martino e Stefano, Magonza | Sigfrido II di Eppstein, Arcivescovo di Magonza                              |          |
| 25 luglio 1215                | Federico II                  | Re (eletto il 5 dicembre 1212)                                                                        | Cattedrale imperiale di Santa Maria, Aquisgrana | Sigfrido II di Eppstein, Arcivescovo di Magonza |                                                                              |          |
|                               | Enrico (VII)                 | Re associato al trono (eletto il 23 aprile 1220)                                                      | 8 maggio 1222                                   | Cattedrale imperiale di Santa Maria, Aquisgrana | Engelberto di Berg, Arcivescovo di Colonia                                   |          |
|                               | Margherita di Babenberg      | Regina consorte                                                                                       | 28 marzo 1227                                   | Cattedrale imperiale di Santa Maria, Aquisgrana | Enrico di Molenarken, Arcivescovo di Colonia                                 |          |
|                               | Guglielmo                    | (Anti-)Re (eletto il 3 ottobre 1247)                                                                  | 1º novembre 1248                                | Cattedrale imperiale di Santa Maria, Aquisgrana | Corrado di Hochstaden, Arcivescovo di Colonia                                |          |
|                               | Riccardo                     | Re (eletto il 13 gennaio 1257)                                                                        | 27 maggio 1257 (incoronazione congiunta)        | Cattedrale imperiale di Santa Maria, Aquisgrana | Corrado di Hochstaden, Arcivescovo di Colonia                                |          |
|                               | Sancia di Provenza           | Regina consorte                                                                                       | 27 maggio 1257 (incoronazione congiunta)        | Cattedrale imperiale di Santa Maria, Aquisgrana | Corrado di Hochstaden, Arcivescovo di Colonia                                |          |
|                               | Rodolfo I                    | Re (eletto il 1º ottobre 1273)                                                                        | 24 ottobre 1273 (incoronazione congiunta)       | Cattedrale imperiale di Santa Maria, Aquisgrana | Engelberto di Falkenburg, Arcivescovo di Colonia                             |          |
|                               | Gertrude di Hohenberg        | Regina consorte                                                                                       | 24 ottobre 1273 (incoronazione congiunta)       | Cattedrale imperiale di Santa Maria, Aquisgrana | Engelberto di Falkenburg, Arcivescovo di Colonia                             |          |
|                               | Adolfo                       | Re (eletto il 5 maggio 1292)                                                                          | 24 giugno 1292 (incoronazione congiunta)        | Cattedrale imperiale di Santa Maria, Aquisgrana | Sigfrido di Westerburg, Arcivescovo di Colonia                               |          |
|                               | Imagina di Isenburg-Limburg  | Regina consorte                                                                                       | 24 giugno 1292 (incoronazione congiunta)        | Cattedrale imperiale di Santa Maria, Aquisgrana | Sigfrido di Westerburg, Arcivescovo di Colonia                               |          |
|                               | Alberto I                    | Re (eletto il 27 luglio 1298)                                                                         | 24 agosto 1298                                  | Cattedrale imperiale di Santa Maria, Aquisgrana | Wigboldo di Holte, Arcivescovo di Colonia                                    |          |
|                               | Elisabetta di Tirolo-Gorizia | Regina consorte                                                                                       | 16 novembre 1298                                | Norimberga                                      | Gerardo di Eppenstein, Arcivescovo di Magonza                                |          |
|                               | Enrico VII                   | Re (eletto il 27 novembre 1308)                                                                       | 6 gennaio 1309 (incoronazione congiunta)        | Cattedrale imperiale di Santa Maria, Aquisgrana | Enrico di Virneburg, Arcivescovo di Colonia                                  |          |
|                               | Margherita di Brabante       | Regina consorte                                                                                       | 6 gennaio 1309 (incoronazione congiunta)        | Cattedrale imperiale di Santa Maria, Aquisgrana | Enrico di Virneburg, Arcivescovo di Colonia                                  |          |
|                               | Federico (III)               | Re (eletto il 19 ottobre 1314)                                                                        | 25 novembre 1314                                | Duomo dei Santi Cassio e Fiorenzo, Bonn         | Enrico di Virneburg, Arcivescovo di Colonia                                  |          |
|                               | Ludovico IV il Bavaro        | Re (eletto il 20 ottobre 1314)                                                                        | 25 novembre 1314 (incoronazione congiunta)      | Cattedrale imperiale di Santa Maria, Aquisgrana | Peter von Aspelt, Arcivescovo di Magonza                                     |          |
|                               | Beatrice di Slesia           | Regina consorte                                                                                       | 25 novembre 1314 (incoronazione congiunta)      | Cattedrale imperiale di Santa Maria, Aquisgrana | Peter von Aspelt, Arcivescovo di Magonza                                     |          |
|                               | Isabella d'Aragona           | Regina consorte                                                                                       | 11 maggio 1315                                  | Basilea                                         | Enrico di Virneburg, Arcivescovo di Colonia                                  |          |
|                               | Carlo IV                     | (Anti-)Re (eletto l'11 luglio 1346)                                                                   | 26 novembre 1346                                | Duomo dei Santi Cassio e Fiorenzo, Bonn         | Waleramo di Jülich, Arcivescovo di Colonia                                   |          |
| Re (eletto il 17 giugno 1349) | Carlo IV                     | 25 luglio 1349                                                                                        | Cattedrale imperiale di Santa Maria, Aquisgrana | Waleramo di Jülich, Arcivescovo di Colonia      |                                                                              |          |
|                               | Anna di Baviera              | Regina consorte                                                                                       | 26 luglio 1349                                  | Cattedrale imperiale di Santa Maria, Aquisgrana | Baldovino di Lussemburgo, Arcivescovo di Treviri                             |          |
|                               | Anna di Świdnica             | Regina consorte                                                                                       | 9 febbraio 1354                                 | Cattedrale imperiale di Santa Maria, Aquisgrana | Guglielmo di Gennep, Arcivescovo di Colonia                                  |          |
|                               | Venceslao                    | Re associato al trono (eletto il 10 giugno 1376) (sovrano regnante dal 29 novembre 1378)              | 6 luglio 1376 (incoronazione congiunta)         | Cattedrale imperiale di Santa Maria, Aquisgrana | Friedrich III von Saarwerden, Arcivescovo di Colonia                         |          |
|                               | Giovanna di Baviera          | Regina consorte                                                                                       | 6 luglio 1376 (incoronazione congiunta)         | Cattedrale imperiale di Santa Maria, Aquisgrana | Friedrich III von Saarwerden, Arcivescovo di Colonia                         |          |
|                               | Roberto                      | Re (eletto il 21 agosto 1400)                                                                         | 6 gennaio 1401                                  | Colonia                                         | Friedrich III von Saarwerden, Arcivescovo di Colonia                         |          |
|                               | Sigismondo                   | Re (eletto il 21 luglio 1411)                                                                         | 8 novembre 1414 (incoronazione congiunta)       | Cattedrale imperiale di Santa Maria, Aquisgrana | Dietrich II von Moers, Arcivescovo di Colonia                                |          |
|                               | Barbara di Cilli             | Regina consorte                                                                                       | 8 novembre 1414 (incoronazione congiunta)       | Cattedrale imperiale di Santa Maria, Aquisgrana | Dietrich II von Moers, Arcivescovo di Colonia                                |          |
|                               | Federico III                 | Re (eletto il 2 febbraio 1440)                                                                        | 17 giugno 1442                                  | Cattedrale imperiale di Santa Maria, Aquisgrana | Dietrich II von Moers, Arcivescovo di Colonia                                |          |
|                               | Massimiliano I               | Re associato al trono (eletto il 16 febbraio 1486) (sovrano regnante dal 19 agosto 1493)              | 9 aprile 1486                                   | Cattedrale imperiale di Santa Maria, Aquisgrana | Ermanno IV d'Assia, Arcivescovo di Colonia                                   |          |

### XVI–XVIII secolo
I principi eletti al trono durante il regno dei rispettivi padri furono incoronati come re dei Romani e assunsero il titolo imperiale alla morte del genitore; gli altri furono incoronati direttamente come imperatori eletti dei Romani.
| Persona incoronata | Persona incoronata              | Persona incoronata                                                | Data             | Luogo                                                     | Celebrante                                                       | Immagine |
| Ritratto           | Nome                            | Status                                                            | Data             | Luogo                                                     | Celebrante                                                       | Immagine |
| ------------------ | ------------------------------- | ----------------------------------------------------------------- | ---------------- | --------------------------------------------------------- | ---------------------------------------------------------------- | -------- |
|                    | Carlo V                         | Imperatore (eletto il 28 giugno 1519)                             | 26 ottobre 1520  | Cattedrale imperiale di Santa Maria, Aquisgrana           | Hermann von Wied, Arcivescovo di Colonia                         |          |
|                    | Ferdinando I                    | Re (eletto il 5 gennaio 1531) (Imperatore dal marzo 1558)         | 11 gennaio 1531  | Cattedrale imperiale di Santa Maria, Aquisgrana           | Hermann von Wied, Arcivescovo di Colonia                         |          |
|                    | Massimiliano II                 | Re (eletto il 28 novembre 1562) (Imperatore dal 25 luglio 1564)   | 30 novembre 1562 | Duomo imperiale di San Bartolomeo, Francoforte sul Meno   | Daniel Brendel von Homburg, Arcivescovo di Magonza               |          |
|                    | Rodolfo II                      | Re (eletto il 27 ottobre 1575) (Imperatore dal 12 ottobre 1576)   | 1º novembre 1575 | Cattedrale di San Pietro, Ratisbona                       |                                                                  |          |
|                    | Mattia                          | Imperatore (eletto il 13 giugno 1612)                             | 24 giugno 1612   | Duomo imperiale di San Bartolomeo, Francoforte sul Meno   | Johann Schweikhard von Kronberg, Arcivescovo di Magonza          |          |
|                    | Anna d'Austria                  | Imperatrice consorte                                              | 26 giugno 1612   | Duomo imperiale di San Bartolomeo, Francoforte sul Meno   |                                                                  |          |
|                    | Ferdinando II                   | Imperatore (eletto il 28 agosto 1619)                             | 9 settembre 1619 | Duomo imperiale di San Bartolomeo, Francoforte sul Meno   | Johann Schweikhard von Kronberg, Arcivescovo di Magonza          |          |
|                    | Eleonora Gonzaga                | Imperatrice consorte                                              | 7 novembre 1627  | Cattedrale di San Pietro, Ratisbona                       |                                                                  |          |
|                    | Ferdinando III                  | Re (eletto il 22 dicembre 1636) (Imperatore dal 15 febbraio 1637) | 30 dicembre 1636 | Cattedrale di San Pietro, Ratisbona                       |                                                                  |          |
|                    | Maria Anna di Spagna            | Imperatrice consorte                                              | 21 gennaio 1637  | Cattedrale di San Pietro, Ratisbona                       |                                                                  |          |
|                    | Ferdinando IV                   | Re (eletto il 31 maggio 1653)                                     | 18 giugno 1653   | Cattedrale di San Pietro, Ratisbona                       | Johann Philipp von Schönborn, Arcivescovo di Magonza             |          |
|                    | Eleonora Gonzaga-Nevers         | Imperatrice consorte                                              | 4 agosto 1653    | Cattedrale di San Pietro, Ratisbona                       |                                                                  |          |
|                    | Leopoldo I                      | Imperatore (eletto il 18 luglio 1658)                             | 1º agosto 1658   | Duomo imperiale di San Bartolomeo, Francoforte sul Meno   | Johann Philipp von Schönborn, Arcivescovo di Magonza             |          |
|                    | Eleonora del Palatinato-Neuburg | Imperatrice consorte                                              | 19 gennaio 1690  | Cattedrale della Visitazione della Beata Vergine, Augusta | Placidus von Droste, Abate di Fulda                              |          |
|                    | Giuseppe I                      | Re (eletto il 23 gennaio 1690) (Imperatore dal 5 maggio 1705)     | 26 gennaio 1690  | Cattedrale della Visitazione della Beata Vergine, Augusta |                                                                  |          |
|                    | Carlo VI                        | Imperatore (eletto il 12 ottobre 1711)                            | 22 dicembre 1711 | Duomo imperiale di San Bartolomeo, Francoforte sul Meno   | Franz Lothar von Schönborn, Arcivescovo di Magonza               |          |
|                    | Carlo VII                       | Imperatore (eletto il 24 gennaio 1742)                            | 12 febbraio 1742 | Duomo imperiale di San Bartolomeo, Francoforte sul Meno   | Clemente Augusto di Baviera, Arcivescovo di Colonia              |          |
|                    | Maria Amalia d'Austria          | Imperatrice consorte                                              | 8 marzo 1742     | Duomo imperiale di San Bartolomeo, Francoforte sul Meno   |                                                                  |          |
|                    | Francesco I                     | Imperatore (eletto il 13 settembre 1745)                          | 4 ottobre 1745   | Duomo imperiale di San Bartolomeo, Francoforte sul Meno   | Johann Friedrich Karl von Ostein, Arcivescovo di Magonza         |          |
|                    | Giuseppe II                     | Re (eletto il 27 marzo 1764) (Imperatore dal 18 agosto 1765)      | 3 aprile 1764    | Duomo imperiale di San Bartolomeo, Francoforte sul Meno   | Emmerich Joseph von Breidbach-Bürresheim, Arcivescovo di Magonza |          |
|                    | Leopoldo II                     | Imperatore (eletto il 30 settembre 1790)                          | 9 ottobre 1790   | Duomo imperiale di San Bartolomeo, Francoforte sul Meno   | Friedrich Karl Josef von Erthal, Arcivescovo di Magonza          |          |
|                    | Francesco II                    | Imperatore (eletto il 5 luglio 1792)                              | 14 luglio 1792   | Duomo imperiale di San Bartolomeo, Francoforte sul Meno   | Massimiliano d'Asburgo-Lorena, Arcivescovo di Colonia            |          |

## Incoronazioni reali italiane

### Sotto il Regno italico
Gli imperatori carolingi non ricevettero un'incoronazione separata come sovrani d'Italia, eccetto Ludovico il Giovane e Carlo il Grosso. Durante la cosiddetta anarchia feudale del IX e X secolo furono soltanto acclamati, ma non consacrati separatamente, quei re che occupavano già un altro trono prima di giungere in Italia, segnatamente Guido II di Spoleto (che aveva cinto la corona a Langres, nel febbraio 888, come pretendente al Regno dei Franchi Occidentali), Arnolfo di Carinzia e Rodolfo II di Borgogna.
| Persona incoronata | Persona incoronata  | Persona incoronata    | Data                                      | Luogo                                       | Celebrante              | Immagine |
| Ritratto           | Nome                | Status                | Data                                      | Luogo                                       | Celebrante              | Immagine |
| ------------------ | ------------------- | --------------------- | ----------------------------------------- | ------------------------------------------- | ----------------------- | -------- |
|                    | Pipino              | Re associato al trono | 15 aprile 781                             | Basilica di San Pietro in Vaticano, Roma    | Papa Adriano I          |          |
|                    | Ludovico il Giovane | Re                    | 15 giugno 844                             | Basilica di San Pietro in Vaticano, Roma    | Papa Sergio II          |          |
|                    | Carlo il Grosso     | Re                    | gennaio 880                               | Ravenna                                     | Papa Giovanni VIII      |          |
|                    | Berengario I        | Re                    | gennaio 888                               | Basilica di San Michele Maggiore, Pavia     |                         |          |
|                    | Ludovico il Cieco   | Re                    | 11 ottobre 900                            | Basilica di San Michele Maggiore, Pavia     |                         |          |
|                    | Ugo                 | Re                    | 9 luglio 926 (possibilmente)              | Basilica di San Michele Maggiore, Pavia (?) |                         |          |
|                    | Berengario II       | Re                    | 15 dicembre 950 (incoronazione congiunta) | Basilica di San Michele Maggiore, Pavia     |                         |          |
|                    | Adalberto           | Re associato al trono | 15 dicembre 950 (incoronazione congiunta) | Basilica di San Michele Maggiore, Pavia     |                         |          |
|                    | Arduino             | Re                    | 15 febbraio 1002                          | Basilica di San Michele Maggiore, Pavia     | Guido, Vescovo di Pavia |          |

### Sotto il Sacro Romano Impero
Molte delle incoronazioni reali tramandate nelle cronache lombarde dell'età comunale sono state in realtà inventate dai cronisti, allo scopo di fondare un'antica tradizione che legittimasse lo svolgimento della cerimonia a Monza oppure a Milano. Questa tradizione avrebbe fatto sentire il suo peso nel XIV secolo, allorché riprese vita effettivamente il rito italico. Un esempio è la presunta incoronazione di Corrado il Salico, che sarebbe stata celebrata a Milano dall'arcivescovo Ariberto da Intimiano tra il marzo e l'aprile del 1026.
| Persona incoronata | Persona incoronata       | Persona incoronata                            | Data                                      | Luogo                                    | Celebrante                                                                                 | Immagine |
| Ritratto           | Nome                     | Status                                        | Data                                      | Luogo                                    | Celebrante                                                                                 | Immagine |
| ------------------ | ------------------------ | --------------------------------------------- | ----------------------------------------- | ---------------------------------------- | ------------------------------------------------------------------------------------------ | -------- |
|                    | Enrico II                | Re                                            | 14 maggio 1004                            | Basilica di San Michele Maggiore, Pavia  | Arnolfo II da Arsago, Arcivescovo di Milano                                                |          |
|                    | Corrado II               | (Anti-)Re                                     | luglio 1093                               | Basilica di Sant'Ambrogio, Milano        | Anselmo III da Rho, Arcivescovo di Milano                                                  |          |
|                    | Corrado III              | (Anti-)Re (Re incontestato dal 13 marzo 1138) | 29 giugno 1128                            | Chiesa di San Michele, Monza             | Anselmo V Pusterla, Arcivescovo di Milano                                                  |          |
|                    | Federico Barbarossa      | Re                                            | 19 aprile 1155                            | Basilica di San Michele Maggiore, Pavia  |                                                                                            |          |
| 8 aprile 1162      | Federico Barbarossa      | Re                                            | Cattedrale di Santo Stefano, Pavia        |                                          |                                                                                            |          |
|                    | Enrico VI                | Re                                            | 27 gennaio 1186 (incoronazione congiunta) | Basilica di Sant'Ambrogio, Milano        | Goffredo di Hohenstaufen, Patriarca di Aquileia                                            |          |
|                    | Costanza d'Altavilla     | Regina consorte                               | 27 gennaio 1186 (incoronazione congiunta) | Basilica di Sant'Ambrogio, Milano        | Corrado di Wittelsbach, Arcivescovo di Magonza (?)                                         |          |
|                    | Enrico VII               | Re                                            | 6 gennaio 1311 (incoronazione congiunta)  | Basilica di Sant'Ambrogio, Milano        | Cassono della Torre, Arcivescovo di Milano                                                 |          |
|                    | Margherita di Brabante   | Regina consorte                               | 6 gennaio 1311 (incoronazione congiunta)  | Basilica di Sant'Ambrogio, Milano        | Cassono della Torre, Arcivescovo di Milano                                                 |          |
|                    | Ludovico il Bavaro       | Re                                            | 31 maggio 1327 (incoronazione congiunta)  | Basilica di Sant'Ambrogio, Milano        | Guido Tarlati, Vescovo di Arezzo                                                           |          |
|                    | Margherita II di Hainaut | Regina consorte                               | 31 maggio 1327 (incoronazione congiunta)  | Basilica di Sant'Ambrogio, Milano        | Guido Tarlati, Vescovo di Arezzo                                                           |          |
|                    | Carlo IV                 | Re                                            | 6 gennaio 1355                            | Basilica di Sant'Ambrogio, Milano        | Lanfranco de Saliverti, Vescovo di Bergamo; Roberto Visconti, Arcivescovo eletto di Milano |          |
|                    | Sigismondo               | Re                                            | 25 novembre 1431                          | Basilica di Sant'Ambrogio, Milano        | Bartolomeo della Capra, Arcivescovo di Milano                                              |          |
|                    | Federico III             | Re                                            | 16 marzo 1452                             | Basilica di San Pietro in Vaticano, Roma | Papa Niccolò V                                                                             |          |
|                    | Carlo V                  | Re                                            | 22 febbraio 1530                          | Cappella del Palazzo Comunale, Bologna   | Papa Clemente VII                                                                          |          |

### Dopo il Sacro Romano Impero
Tramontato il Sacro Romano Impero, la corona ferrea fu utilizzata per due cerimonie ottocentesche: quella di Napoleone Bonaparte, che si auto-incoronò sovrano dell'effimero Regno d'Italia del 1805-1814, e quella dell'imperatore Ferdinando I d'Austria, incoronato come Re di Lombardia e Venezia, cioè sovrano del Regno Lombardo-Veneto. Gli Asburgo dovettero consegnare la corona ferrea all'Italia dopo la terza guerra d'indipendenza, ma il diadema non avrebbe più cinto il capo di alcun sovrano.
| Persona incoronata | Persona incoronata     | Persona incoronata    | Data             | Luogo                                                        | Celebrante                                                 | Immagine |
| Ritratto           | Nome                   | Status                | Data             | Luogo                                                        | Celebrante                                                 | Immagine |
| ------------------ | ---------------------- | --------------------- | ---------------- | ------------------------------------------------------------ | ---------------------------------------------------------- | -------- |
|                    | Napoleone Bonaparte    | Re                    | 26 maggio 1805   | Cattedrale di Santa Maria Nascente, Milano (Duomo di Milano) | Napoleone Bonaparte                                        |          |
|                    | Ferdinando I d'Austria | Re (dal 2 marzo 1835) | 6 settembre 1838 | Cattedrale di Santa Maria Nascente, Milano (Duomo di Milano) | Cardinale Karl Kajetan von Gaisruck, Arcivescovo di Milano |          |

## Incoronazioni imperiali romane
| Persona incoronata                                                 | Persona incoronata       | Persona incoronata                                                    | Data                                       | Luogo                                      | Celebrante                                                                       | Immagine |
| Ritratto                                                           | Nome                     | Status                                                                | Data                                       | Luogo                                      | Celebrante                                                                       | Immagine |
| ------------------------------------------------------------------ | ------------------------ | --------------------------------------------------------------------- | ------------------------------------------ | ------------------------------------------ | -------------------------------------------------------------------------------- | -------- |
|                                                                    | Carlo Magno              | Imperatore                                                            | 25 dicembre 800                            | Basilica di San Pietro in Vaticano, Roma   | Papa Leone III                                                                   |          |
|                                                                    | Ludovico il Pio          | Imperatore associato al trono (unico imperatore dal 28 gennaio 814)   | 11 settembre 813                           | Aquisgrana                                 | Carlo Magno                                                                      |          |
| Imperatore                                                         | Ludovico il Pio          | 5 ottobre 816 (incoronazione congiunta)                               | Reims                                      | Papa Stefano IV                            |                                                                                  |          |
|                                                                    | Ermengarda di Hesbaye    | 5 ottobre 816 (incoronazione congiunta)                               | Reims                                      | Papa Stefano IV                            | Imperatrice consorte                                                             |          |
|                                                                    | Lotario I                | Imperatore associato al trono (unico imperatore dal 20 giugno 840)    | luglio 817                                 | Aquisgrana                                 | Ludovico il Pio                                                                  |          |
| Imperatore associato al trono (unico imperatore dal 20 giugno 840) | Lotario I                | 5 aprile 823                                                          | Basilica di San Pietro in Vaticano, Roma   | Papa Pasquale I                            |                                                                                  |          |
|                                                                    | Ludovico il Giovane      | Imperatore associato al trono (unico imperatore dal 29 settembre 855) | aprile 850                                 | Basilica di San Pietro in Vaticano, Roma   | Papa Leone IV                                                                    |          |
| Imperatore                                                         | Ludovico il Giovane      | 18 maggio 872                                                         | Basilica di San Pietro in Vaticano, Roma   | Papa Adriano II                            |                                                                                  |          |
|                                                                    | Carlo il Calvo           | Imperatore                                                            | 25 dicembre 875                            | Basilica di San Pietro in Vaticano, Roma   | Papa Giovanni VIII                                                               |          |
|                                                                    | Carlo il Grosso          | Imperatore                                                            | 12 febbraio 881 (incoronazione congiunta)  | Basilica di San Pietro in Vaticano, Roma   | Papa Giovanni VIII                                                               |          |
|                                                                    | Riccarda di Svevia       | Imperatrice consorte                                                  | 12 febbraio 881 (incoronazione congiunta)  | Basilica di San Pietro in Vaticano, Roma   | Papa Giovanni VIII                                                               |          |
|                                                                    | Guido                    | Imperatore                                                            | 21 febbraio 891 (incoronazione congiunta)  | Basilica di San Pietro in Vaticano, Roma   | Papa Stefano V                                                                   |          |
|                                                                    | Ageltrude                | Imperatrice consorte                                                  | 21 febbraio 891 (incoronazione congiunta)  | Basilica di San Pietro in Vaticano, Roma   | Papa Stefano V                                                                   |          |
|                                                                    | Lamberto                 | Imperatore associato al trono (unico imperatore dal novembre 894)     | 30 aprile 892                              | Ravenna                                    | Papa Formoso                                                                     |          |
|                                                                    | Arnolfo                  | (Anti-)Imperatore (imperatore incontestato dal 15 ottobre 898)        | 22 febbraio 896                            | Basilica di San Pietro in Vaticano, Roma   | Papa Formoso                                                                     |          |
|                                                                    | Ludovico il Cieco        | Imperatore                                                            | 22 febbraio 901                            | Basilica di San Pietro in Vaticano, Roma   | Papa Benedetto IV                                                                |          |
|                                                                    | Berengario               | Imperatore                                                            | dicembre 915                               | Basilica di San Pietro in Vaticano, Roma   | Papa Giovanni X                                                                  |          |
|                                                                    | Ottone I                 | Imperatore                                                            | 2 febbraio 962 (incoronazione congiunta)   | Basilica di San Pietro in Vaticano, Roma   | Papa Giovanni XII                                                                |          |
|                                                                    | Adelaide di Borgogna     | Imperatrice consorte                                                  | 2 febbraio 962 (incoronazione congiunta)   | Basilica di San Pietro in Vaticano, Roma   | Papa Giovanni XII                                                                |          |
|                                                                    | Ottone II                | Imperatore associato al trono (unico imperatore dal 7 maggio 973)     | 25 dicembre 967                            | Basilica di San Pietro in Vaticano, Roma   | Papa Giovanni XIII                                                               |          |
|                                                                    | Teofano                  | Imperatrice consorte                                                  | 14 aprile 972                              | Basilica di San Pietro in Vaticano, Roma   | Papa Giovanni XIII                                                               |          |
|                                                                    | Ottone III               | Imperatore (già Re dal 25 dicembre 983)                               | 21 maggio 996                              | Basilica di San Pietro in Vaticano, Roma   | Papa Gregorio V                                                                  |          |
|                                                                    | Enrico II                | Imperatore (eletto Re il 7 giugno 1002)                               | 14 febbraio 1014 (incoronazione congiunta) | Basilica di San Pietro in Vaticano, Roma   | Papa Benedetto VIII                                                              |          |
|                                                                    | Cunegonda                | Imperatrice consorte                                                  | 14 febbraio 1014 (incoronazione congiunta) | Basilica di San Pietro in Vaticano, Roma   | Papa Benedetto VIII                                                              |          |
|                                                                    | Corrado il Salico        | Imperatore (eletto Re il 4 settembre 1024)                            | 26 marzo 1027 (incoronazione congiunta)    | Basilica di San Pietro in Vaticano, Roma   | Papa Giovanni XIX                                                                |          |
|                                                                    | Gisella di Svevia        | Imperatrice consorte                                                  | 26 marzo 1027 (incoronazione congiunta)    | Basilica di San Pietro in Vaticano, Roma   | Papa Giovanni XIX                                                                |          |
|                                                                    | Enrico il Nero           | Imperatore (già Re dal 4 giugno 1039)                                 | 25 dicembre 1046 (incoronazione congiunta) | Basilica di San Pietro in Vaticano, Roma   | Papa Clemente II                                                                 |          |
|                                                                    | Agnese di Poitou         | Imperatrice consorte                                                  | 25 dicembre 1046 (incoronazione congiunta) | Basilica di San Pietro in Vaticano, Roma   | Papa Clemente II                                                                 |          |
|                                                                    | Enrico IV                | Imperatore (già Re dal 5 ottobre 1056)                                | 31 marzo 1084 (incoronazione congiunta)    | Basilica di San Pietro in Vaticano, Roma   | Antipapa Clemente III                                                            |          |
|                                                                    | Berta di Savoia          | Imperatrice consorte                                                  | 31 marzo 1084 (incoronazione congiunta)    | Basilica di San Pietro in Vaticano, Roma   | Antipapa Clemente III                                                            |          |
|                                                                    | Enrico V                 | Imperatore (già Re dal 31 dicembre 1105)                              | 13 aprile 1111                             | Basilica di San Pietro in Vaticano, Roma   | Papa Pasquale II                                                                 |          |
|                                                                    | Lotario II               | Imperatore (eletto Re il 1º o 2 settembre 1125)                       | 4 giugno 1133 (incoronazione congiunta)    | Basilica di San Giovanni in Laterano, Roma | Papa Innocenzo II                                                                |          |
|                                                                    | Richenza di Northeim     | Imperatrice consorte                                                  | 4 giugno 1133 (incoronazione congiunta)    | Basilica di San Giovanni in Laterano, Roma | Papa Innocenzo II                                                                |          |
|                                                                    | Federico Barbarossa      | Imperatore (eletto Re il 4 marzo 1152)                                | 18 giugno 1155                             | Basilica di San Pietro in Vaticano, Roma   | Papa Adriano IV                                                                  |          |
| 1º agosto 1167 (incoronazione congiunta)                           | Federico Barbarossa      | Imperatore (eletto Re il 4 marzo 1152)                                | Basilica di San Pietro in Vaticano, Roma   | Antipapa Pasquale III                      |                                                                                  |          |
| 1º agosto 1167 (incoronazione congiunta)                           |                          | Beatrice di Borgogna                                                  | Basilica di San Pietro in Vaticano, Roma   | Antipapa Pasquale III                      | Imperatrice consorte                                                             |          |
|                                                                    | Enrico VI                | Imperatore (già Re dal 10 giugno 1190)                                | 15 aprile 1191 (incoronazione congiunta)   | Basilica di San Pietro in Vaticano, Roma   | Papa Celestino III                                                               |          |
|                                                                    | Costanza d'Altavilla     | Imperatrice consorte                                                  | 15 aprile 1191 (incoronazione congiunta)   | Basilica di San Pietro in Vaticano, Roma   | Papa Celestino III                                                               |          |
|                                                                    | Ottone IV                | Imperatore (eletto Re il 9 giugno 1198)                               | 4 ottobre 1209                             | Basilica di San Pietro in Vaticano, Roma   | Papa Innocenzo III                                                               |          |
|                                                                    | Federico II              | Imperatore (eletto Re il 5 dicembre 1212)                             | 22 novembre 1220 (incoronazione congiunta) | Basilica di San Pietro in Vaticano, Roma   | Papa Onorio III                                                                  |          |
|                                                                    | Costanza d'Aragona       | Imperatrice consorte                                                  | 22 novembre 1220 (incoronazione congiunta) | Basilica di San Pietro in Vaticano, Roma   | Papa Onorio III                                                                  |          |
|                                                                    | Enrico VII               | Imperatore (eletto Re il 27 novembre 1308)                            | 29 giugno 1312                             | Basilica di San Giovanni in Laterano, Roma | Cardinale Niccolò da Prato; Cardinale Arnaud de Faugères; Cardinale Luca Fieschi |          |
|                                                                    | Ludovico il Bavaro       | Imperatore (eletto Re il 20 ottobre 1314)                             | 17 gennaio 1328 (incoronazione congiunta)  | Basilica di San Pietro in Vaticano, Roma   | Giacomo Alberti, Vescovo di Castello; Gherardo Orlandi, Vescovo di Aleria        |          |
|                                                                    | Margherita II di Hainaut | Imperatrice consorte                                                  | 17 gennaio 1328 (incoronazione congiunta)  | Basilica di San Pietro in Vaticano, Roma   | Giacomo Alberti, Vescovo di Castello; Gherardo Orlandi, Vescovo di Aleria        |          |
|                                                                    | Ludovico il Bavaro       | Imperatore (eletto Re il 20 ottobre 1314)                             | 22 maggio 1328                             | Basilica di San Pietro in Vaticano, Roma   | Antipapa Niccolò V                                                               |          |
|                                                                    | Carlo IV                 | Imperatore (eletto Re il 17 giugno 1349)                              | 5 aprile 1355 (incoronazione congiunta)    | Basilica di San Pietro in Vaticano, Roma   | Cardinale Pierre Bertrand (su incarico di papa Innocenzo VI)                     |          |
|                                                                    | Anna di Świdnica         | Imperatrice consorte                                                  | 5 aprile 1355 (incoronazione congiunta)    | Basilica di San Pietro in Vaticano, Roma   | Cardinale Pierre Bertrand (su incarico di papa Innocenzo VI)                     |          |
|                                                                    | Elisabetta di Pomerania  | Imperatrice consorte                                                  | 1º novembre 1368                           | Basilica di San Pietro in Vaticano, Roma   | Papa Urbano V                                                                    |          |
|                                                                    | Sigismondo               | Imperatore (eletto Re il 21 luglio 1411)                              | 31 maggio 1433                             | Basilica di San Pietro in Vaticano, Roma   | Papa Eugenio IV                                                                  |          |
|                                                                    | Federico III             | Imperatore (eletto Re il 2 febbraio 1440)                             | 19 marzo 1452 (incoronazione congiunta)    | Basilica di San Pietro in Vaticano, Roma   | Papa Niccolò V                                                                   |          |
|                                                                    | Eleonora d'Aviz          | Imperatrice consorte                                                  | 19 marzo 1452 (incoronazione congiunta)    | Basilica di San Pietro in Vaticano, Roma   | Papa Niccolò V                                                                   |          |
|                                                                    | Carlo V                  | Imperatore (eletto il 28 giugno 1519)                                 | 24 febbraio 1530                           | Basilica di San Petronio, Bologna          | Papa Clemente VII                                                                |          |